# Gueorgui Sviridov
Pour les articles homonymes, voir Sviridov.
Gueorgui Vassilievitch Sviridov (en russe : Георгий Васильевич Свиридов) est un compositeur russe, né le 16 décembre 1915 à Fatej et mort le 5 janvier 1998 à Moscou.

## Biographie
Gueorgui Vassilievitch Sviridov est né en 1915 à Fatej, dans l’oblast de Koursk en Russie impériale. Son père, Vassili Sviridov, sympathisant bolchevik pendant la révolution russe, est tué lorsque Gueorgui a quatre ans. Sa famille déménage alors à Koursk, où Sviridov, encore à l’école primaire, apprend à jouer de son premier instrument : la balalaïka. Apprenant à jouer à l’oreille, il montre de telles capacités qu’il est accepté dans l’orchestre local de musique populaire russe. Il s’inscrit dans une école de musique en 1929, et sur le conseil de son professeur M. Kroutinski, il part pour Leningrad en 1932, où il étudie le piano à l'Académie centrale de musique de Leningrad, dont il sort diplômé en 1936. Entre 1936 et 1941, Sviridov  étudie au Conservatoire de Leningrad, avec pour professeurs P.B. Riazanov et Dmitri Chostakovitch. Mobilisé dans l’Armée rouge en 1941, quelques jours seulement après avoir obtenu son diplôme du conservatoire, Sviridov est envoyé dans une école militaire à Oufa. Il est démobilisé avant la fin de l’année à cause de sa santé fragile. Il meurt d'une attaque cardiaque le 5 janvier 1998 à Moscou, où il résidait depuis 1956. 

## Carrière musicale
La première composition de Sviridov, date de 1935. Il s’agit d’un cycle de romances lyriques basées sur des poèmes d’Alexandre Pouchkine. Son œuvre de fin d’étude au Conservatoire de Leningrad était une symphonie et un concerto pour cordes.
Le style musical de Sviridov change profondément au début de ses années de composition. Ses premières œuvres sont typiques de la musique romantique. Sviridov est alors comparé aux compositeurs romantiques allemands. Certains de ses morceaux sont basés sur des poèmes d’écrivains anglais tels que Shakespeare ou Robert Burns. 
Dans une seconde période, alors que Sviridov atteint une certaine maturité, il cherche  de façon consciente à composer une musique ayant un caractère plus spécifiquement russe.
Bien que la musique de Sviridov reste peu connue du monde occidental, elle est très appréciée en Russie, à la fois par la critique et par le public, notamment en raison de la simplicité et du lyrisme de ses mélodies, aux couleurs nationales.
On commence à l'apprécier en Union soviétique, dans les années 1940 : en 1946, Sviridov est lauréat du prix Staline pour son Trio pour piano, un morceau plutôt classique et proche du style de Tchaïkovski.
Sa musique très avant-gardiste pour le film Temps, en avant ! (Время, вперёд!) est choisie comme thème musical pour le générique du journal télévisé soviétique Vremia, ce qui le rendit familier à des centaines de millions de citoyens d'Union soviétique. Le thème a été utilisé dans des films postérieurs, plus notablement dans Tower Bawher (2006) de Théodore Ushev et dans The Heart of the World (2000) de Guy Maddin. Il a été interprété à la clôture des Jeux Olympiques de Vancouver en 2010, dirigé par Valeri Guerguiev, pour présenter les  Jeux Olympiques d'hiver de 2014, qui ont eu lieu à Sotchi, en Russie.
La pièce orchestrale Tempête de neige (que Sviridov appelait « illustrations musicales » pour l’histoire d’Alexandre Pouchkine) fut choisie pour le film homonyme de 1964, et diffusée à outrance à la radio soviétique.
Bien que ses œuvres instrumentales soient les plus populaires, les critiques musicales (ainsi que Sviridov lui-même) le considèrent avant tout comme un grand compositeur de musique chorale. Ses œuvres chorales les plus emblématiques sont certainement l’Oratorio Leningrad et l’Oratorio Pathétique (1959).

## Discographie
- Trio avec Piano + Chants de Saint-Pétersbourg + Musique pour orchestre de chambre : artistes russes divers, dirigés par Alexandre Roudine, enreg. 1994, Olympia
- 23 Romances et Mélodies, dont le cycle Renié par la Russie : Elena Obratsova (mezzo-soprano), Gueorgi Sviridov (piano), enreg. 1983, Melodiya
- Chants d'après Robert Burns + 6 Romances sur des textes de Pouchkine + 7 Romances diverses : Evgueny Nesterenko (basse), Gueorgi Sviridov (piano), Alexandre Zverev (violoncelle), enreg. 1978, Melodiya
- La Russie à la dérive, cycle de 12 chants : Shkirtil, Serov, Sechkariova, Feodorov, enreg. 2005, Northern Flowers (complément = Boris Tchaïkovski : Le Dernier printemps)
- La Russie à la dérive, cycle de 12 chants : Dmitri Hvorostovsky (baryton), Mikhaïl Arkadiev (piano), enreg. 1994, Philips (complément = Rachmaninov : 9 Chants)
- Petersbourg, un poème vocal, de 1995 + 6 Romances sur des textes de Pouchkine, de 1935 : Dmitri Hvorostovsky (baryton), Mikhaïl Arkadiev (piano), enreg. 2004, Delos
- Les Nuages du soir + Chants de Koursk + Ladoga + 2 Chœurs : Chœur de chambre d'État de Moscou, dirigé par Vladimir Minine, enreg. ?, Beaux
- Chœurs Religieux et Profanes : Chœurs de l'Oural dirigé par Vladislav Novik, enreg. 1996, Chant du Monde
- Chants des Temps Troublés + La Couronne de Pouchkine + Nuages du soir + 3 Chœurs : Moscow New Choir, dirigé par Elena Rastvorova, enreg. 1994, Alto
- 5 Chœurs sur des poètes russes + Poème à la mémoire de Serge Essénine : Solistes, Chœurs et Orchestre Philharmonique de Leningrad, dirigés par  Youri Temirkanov & Vladimir Tchernouchenko, enreg. 1975/82/91, Melodiya
- Oratorio Pathétique pour 2 Basses, Chœurs et orchestre : Vassiliev, Chœurs et Orchestre Philharmonique de Varna, dirigés par André Andreïev, enreg. 1989, Koch (complément = Chostakovitch : L'exécution de Stepan Razine)
- Oratorio Pathétique pour 2 Basses, Chœurs et orchestre + "Temps, en avant !" musique de film + Musique de chambre diverse : Solistes, Chœurs et orchestre Symphonique de la radio de l'URSS, dirigés par Vladimir Fedosseïev, enreg. 1965/68/75, Melodiya
- La Tempête de neige + La Couronne de Pouchkine, concerto pour chœurs : Solistes, Chœurs et orchestre symphonique de la radio de l'URSS, dirigés par Vladimir Fedosseïev & Vladimir Minine, enreg. 1975/80, Melodiya
- La Tempête de neige + 3 Chœurs + Triptyque Miniature + Cantate "La Neige tombe" : Solistes & Chœurs Yurlov, Orchestre symphonique d'Ostankino, dirigés par Vladimir Fedosseïev, enreg. 1992, Olympia
- Petit Triptyque + Cantate "La Neige tombe" + poème à la mémoire de Serge Essénine : Chœurs Yourlov de Moscou, Orchestre symphonique Tchaïkovski, dirigés par Vladimir Fedosseïev, enreg. 1977/81/82, Vista Vera

## Prix, récompenses et hommages
En plus du prix Staline de 1946, Gueorgui Sviridov obtint également le prix d'État de l'URSS en 1968 et 1980, ainsi que le prix Lénine en 1960. Sviridov fut également honoré du titre d’Artiste du peuple de l'URSS et Héros du travail socialiste.
L’astéroïde (4075) Sviridov, découvert par l’astronome russe Lioudmila Karatchkina en 1982, fut ainsi nommé en l’honneur de Gueorgui Sviridov.

## Anecdotes
Une controverse porte sur le fait que sa musique Route d'hiver ait pu servir d'inspiration (ou qu'elle ait été plagiée) pour le thème principal de la série Metal Gear.

## Source
- (en) Cet article est partiellement ou en totalité issu de l’article de Wikipédia en anglais intitulé « Georgy Sviridov » (voir la liste des auteurs).

1. ↑  (en) « (4075) Sviridov », dans Dictionary of Minor Planet Names, Springer, 2007 (ISBN 978-3-540-29925-7, DOI 10.1007/978-3-540-29925-7_4053, lire en ligne), p. 348–348
2. ↑  Article Metal Gear Solid Main Theme, section Controversy, sur le Metal Gear Wiki